# USCX Cyclocross Series 2022-2023
De USCX Cyclocross Series 2022-2023 was het 2de seizoen van het regelmatigheidscriterium in het veldrijden. De USCX Cyclocross Series bestond uit 8 crossen op 4 locaties in de Verenigde Staten. De puntentelling dit jaar werd lichtjes aangepast, de top drie plaatsen kregen dit jaar meer waarde. Daarnaast werden er twee nieuwe wedstrijden georganiseerd en vielen er twee andere af.

## Puntenverdeling
Voor de categorieën mannen elite, vrouwen elite, jongens junioren en meisjes junioren ontvingen de veldrijders punten aan de hand van de volgende tabellen. Bij de elite levert een zaterdagcross van Categorie 1 meer punten op dan de zondagcross van Categorie 2. De puntentelling bij de junioren is gelijk bij elke wedstrijd.
| Positie | 1  | 2  | 3  | 4  | 5  | 6  | 7  | 8  | 9  | 10 | 11 | 12 | 13 | 14  | 15  | 16  | 17 |
| Punten  | 50 | 42 | 38 | 34 | 32 | 30 | 28 | 26 | 25 | 24 | 23 | 22 | 21 | 20  | 19  | 18  | 17 |
|         |    |    |    |    |    |    |    |    |    |    |    |    |    |     |     |     |    |
| Positie | 18 | 19 | 20 | 21 | 22 | 23 | 24 | 25 | 26 | 27 | 28 | 29 | 30 | 31+ | DNF | DNS |    |
| Punten  | 16 | 15 | 14 | 13 | 12 | 11 | 10 | 9  | 8  | 7  | 6  | 5  | 4  | 3   | 2   | 1   |    |

| Positie | 1  | 2  | 3  | 4  | 5  | 6  | 7  | 8  | 9  | 10 | 11  | 12  | 13  |  |
| Punten  | 40 | 32 | 28 | 24 | 22 | 21 | 20 | 19 | 18 | 17 | 16  | 15  | 14  |  |
|         |    |    |    |    |    |    |    |    |    |    |     |     |     |  |
| Positie | 14 | 15 | 16 | 17 | 18 | 19 | 20 | 21 | 22 | 23 | 24+ | DNF | DNS |  |
| Punten  | 13 | 12 | 11 | 10 | 9  | 8  | 7  | 6  | 5  | 4  | 3   | 2   | 1   |  |

## Mannen elite

### Kalender en podia
| Datum      | Locatie                                 | Cat. | Winnaar           | Tweede            | Derde         | Leider in het klassement |
| ---------- | --------------------------------------- | ---- | ----------------- | ----------------- | ------------- | ------------------------ |
| 17/09/2022 | Virginia's Blue Ridge Go Cross, Roanoke | C1   | Vincent Baestaens | Eric Brunner      | Kerry Werner  | Vincent Baestaens        |
| 18/09/2022 | Virginia's Blue Ridge Go Cross, Roanoke | C2   | Vincent Baestaens | Eric Brunner      | Curtis White  | Vincent Baestaens        |
| 24/09/2022 | Rochester Cyclocross, Rochester         | C1   | Vincent Baestaens | Curtis White      | Caleb Swartz  | Vincent Baestaens        |
| 25/09/2022 | Rochester Cyclocross, Rochester         | C2   | Vincent Baestaens | Curtis White      | Eric Brunner  | Vincent Baestaens        |
| 1/10/2022  | Charm City Cross, Baltimore             | C1   | Vincent Baestaens | Eric Brunner      | Curtis White  | Vincent Baestaens        |
| 2/10/2022  | Charm City Cross, Baltimore             | C2   | Curtis White      | Vincent Baestaens | Kerry Werner  | Vincent Baestaens        |
| 5/11/2022  | Really Rad Festival, Falmouth           | C1   | Eric Brunner      | Curtis White      | Lance Haidet  | Curtis White             |
| 6/11/2022  | Really Rad Festival, Falmouth           | C2   | Eric Brunner      | Curtis White      | Scott Funston | Curtis White             |

### Tussenstand
| Pos. | Renner              | Team | ROC1 | ROC2 | BAM1 | BAM2 | IOW1 | IOW2 | MAS1 | MAS2 | Punten |
| ---- | ------------------- | ---- | ---- | ---- | ---- | ---- | ---- | ---- | ---- | ---- | ------ |
| 1    | Curtis White        |      | 5    | 3    | 2    | 2    | 3    | 1    | 2    | 2    | 286    |
| 2    | Eric Brunner        |      | 2    | 2    | 6    | 3    | 2    | 8    | 1    | 1    | 283    |
| 3    | Vincent Baestaens   |      | 1    | 1    | 1    | 1    | 1    | 2    | -    | -    | 262    |
| 4    | Michael van den Ham |      | 4    | 5    | 5    | 7    | 8    | 4    | 7    | 18   | 195    |
| 5    | Tyler Clark         |      | 10   | 11   | 13   | 9    | 12   | 12   | 6    | 6    | 167    |
| 6    | Caleb Swartz        |      | 6    | 6    | 3    | 12   | -    | -    | 4    | 5    | 160    |
| 7    | Scott Funston       |      | 42   | 9    | 7    | 11   | 7    | DNF  | 5    | 3    | 155    |
| 8    | Jonathan Anderson   |      | 13   | 18   | 11   | 13   | 9    | 16   | 22   | 13   | 129    |
| 9    | Cody Scott          |      | 14   | 14   | 14   | 16   | 13   | 13   | 14   | 22   | 124    |
| 10   | Kerry Werner        |      | 3    | 4    | -    | -    | 4    | 3    | -    | -    | 124    |

| Pos. | Prijzengeld |
| ---- | ----------- |
| 1.   |             |
| 2.   |             |
| 3.   |             |
| 4.   |             |
| 5.   |             |
| 6.   |             |
| 7.   |             |
| 8.   |             |
| Tot. |             |

## Vrouwen elite

### Kalender en podia
| Datum      | Locatie                                 | Cat. | Winnaar         | Tweede        | Derde             | Leider in het klassement |
| ---------- | --------------------------------------- | ---- | --------------- | ------------- | ----------------- | ------------------------ |
| 17/09/2022 | Virginia's Blue Ridge Go Cross, Roanoke | C1   | Caroline Mani   | Raylyn Nuss   | Austin Killips    | Caroline Mani            |
| 18/09/2022 | Virginia's Blue Ridge Go Cross, Roanoke | C2   | Caroline Mani   | Raylyn Nuss   | Austin Killips    | Caroline Mani            |
| 24/09/2022 | Rochester Cyclocross, Rochester         | C1   | Annemarie Worst | Caroline Mani | Austin Killips    | Caroline Mani            |
| 25/09/2022 | Rochester Cyclocross, Rochester         | C2   | Annemarie Worst | Madigan Munro | Caroline Mani     | Caroline Mani            |
| 1/10/2022  | Charm City Cross, Baltimore             | C1   | Annemarie Worst | Caroline Mani | Raylyn Nuss       | Caroline Mani            |
| 2/10/2022  | Charm City Cross, Baltimore             | C2   | Annemarie Worst | Caroline Mani | Austin Killips    | Caroline Mani            |
| 5/11/2022  | Really Rad Festival, Falmouth           | C1   | Caroline Mani   | Raylyn Nuss   | Maghalie Rochette | Caroline Mani            |
| 6/11/2022  | Really Rad Festival, Falmouth           | C2   | Caroline Mani   | Raylyn Nuss   | Austin Killips    | Caroline Mani            |

### Tussenstand
| Pos. | Renster           | Team | ROC1 | ROC2 | BAM1 | BAM2 | IOW1 | IOW2 | MAS1 | MAS2 | Punten |
| ---- | ----------------- | ---- | ---- | ---- | ---- | ---- | ---- | ---- | ---- | ---- | ------ |
| 1    | Caroline Mani     |      | 1    | 1    | 2    | 3    | 2    | 2    | 1    | 1    | 324    |
| 2    | Raylyn Nuss       |      | 2    | 2    | 4    | 5    | 3    | 5    | 2    | 2    | 264    |
| 3    | Austin Killips    |      | 3    | 3    | 3    | 9    | 4    | 3    | 4    | 3    | 246    |
| 4    | Caitlin Bernstein |      | 4    | 6    | 9    | 11   | 8    | 10   | 12   | 4    | 185    |
| 5    | Emily Werner      |      | 6    | 9    | 11   | 6    | 11   | 6    | 9    | 5    | 183    |
| 6    | Anna Megale       |      | 7    | 7    | 7    | 8    | 9    | 9    | 11   | 6    | 182    |
| 7    | Annemarie Worst   |      | -    | -    | 1    | 1    | 1    | 1    | -    | -    | 180    |
| 8    | Hannah Arensman   |      | 10   | 5    | 10   | 12   | 6    | 7    | -    | -    | 135    |
| 9    | Sidney McGill     |      | -    | -    | 8    | 4    | 5    | 4    | -    | -    | 134    |
| 10   | Lauren Zoerner    |      | 9    | 8    | 6    | 10   | -    | -    | 5    | -    | 123    |

| Pos. | Prijzengeld |
| ---- | ----------- |
| 1.   |             |
| 2.   |             |
| 3.   |             |
| 4.   |             |
| 5.   |             |
| 6.   |             |
| 7.   |             |
| 8.   |             |
| Tot. |             |

## Jongens junioren

### Kalender en podia
| Datum      | Locatie                                 | Cat. | Winnaar        | Tweede         | Derde          | Leider in het klassement |
| ---------- | --------------------------------------- | ---- | -------------- | -------------- | -------------- | ------------------------ |
| 17/09/2022 | Virginia's Blue Ridge Go Cross, Roanoke | CJ   | David Thompson | Ben Stokes     | Miles Mattern  | David Thompson           |
| 18/09/2022 | Virginia's Blue Ridge Go Cross, Roanoke | CJ   | David Thompson | Miles Mattern  | Ben Stokes     | David Thompson           |
| 24/09/2022 | Rochester Cyclocross, Rochester         | CJ   | David Thompson | Daniel English | Magnus White   | David Thompson           |
| 25/09/2022 | Rochester Cyclocross, Rochester         | CJ   | Ian Ackert     | Ben Stokes     | David Thompson | David Thompson           |
| 1/10/2022  | Charm City Cross, Baltimore             | CJ   | David Thompson | Daniel English | Ben Stokes     | David Thompson           |
| 2/10/2022  | Charm City Cross, Baltimore             | CJ   | David Thompson | Miles Mattern  | Ben Stokes     | David Thompson           |
| 5/11/2022  | Really Rad Festival, Falmouth           | CJ   | Magnus White   | Daniel English | Miles Mattern  | David Thompson           |
| 6/11/2022  | Really Rad Festival, Falmouth           | CJ   | Magnus White   | Henry Coote    | Leif Bryan     | David Thompson           |

## Meisjes junioren

### Kalender en podia
| Datum      | Locatie                                 | Cat. | Winnaar           | Tweede            | Derde             | Leider in het klassement |
| ---------- | --------------------------------------- | ---- | ----------------- | ----------------- | ----------------- | ------------------------ |
| 17/09/2022 | Virginia's Blue Ridge Go Cross, Roanoke | CJ   | Elsa Westenfelder | Madeline Fisher   | Kaya Musgrave     | Elsa Westenfelder        |
| 18/09/2022 | Virginia's Blue Ridge Go Cross, Roanoke | CJ   | Kaya Musgrave     | Madeline Fisher   | Elsa Westenfelder | Kaya Musgrave            |
| 24/09/2022 | Rochester Cyclocross, Rochester         | CJ   | Ava Holmgren      | Isabella Holmgren | Vida De San Roman | Kaya Musgrave            |
| 25/09/2022 | Rochester Cyclocross, Rochester         | CJ   | Ava Holmgren      | Isabella Holmgren | Vida De San Roman | Kaya Musgrave            |
| 1/10/2022  | Charm City Cross, Baltimore             | CJ   | Ella Brenneman    | Haylee Johnson    | Madeline Fisher   | Ella Brenneman           |
| 2/10/2022  | Charm City Cross, Baltimore             | CJ   | Finley Aspholm    | Ella Brenneman    | Haylee Johnson    | Ella Brenneman           |
| 5/11/2022  | Really Rad Festival, Falmouth           | CJ   | Vida De San Roman | Ava Holmgren      | Isabella Holmgren | Ella Brenneman           |
| 6/11/2022  | Really Rad Festival, Falmouth           | CJ   | Isabella Holmgren | Samantha Scott    | Haydn Hludzinski  | Ella Brenneman           |